# 特魯普維爾 (喬治亞州)
特魯普維爾（英語：Troupville）是位於美國喬治亞州朗茲縣的一個鬼鎮。由於此地已於1874年被荒廢，本地已無人居住。

## 地理
特魯普維爾的座標為30°50′57″N 83°20′15″W / 30.84917°N 83.33750°W，而該地的平均海拔高度為33米（即108英尺）。